# 174
| [ Edytuj tabelę ] |                           |
| Cesarz Chin       | - 168 Han Lingdi 189      |
| Władca Korei      | - 165 Sindae 179          |
| Papież            | - 166 Soter 175           |
| Król Partów       | - 147 Wologazes IV 191    |
| Cesarz Rzymu      | - 161 Marek Aureliusz 180 |

Rok 174 / CLXXIV
stulecia: I wiek ~
II wiek ~
III wiek

lata: 164 «
169 «
170 «
171 «
172 «
173 «
174
» 175
» 176
» 177
» 178
» 179
» 184

## Wydarzenia
- Legion XII otrzymał od cesarza Marka Aureliusza miano Fulminata, „Piorunujący”.
- Sauromates II został królem krymskiego Bosporu.

## Zmarli
- Eupator, król Bosporu.